# 西伊敷
西伊敷（にしいしき）は、鹿児島県鹿児島市の町丁。郵便番号は西伊敷一丁目から西伊敷四丁目までは890-0002、西伊敷五丁目から西伊敷七丁目までは891-1202。人口は8,042人、世帯数は3,977世帯。（2020年4月1日現在）。西伊敷一丁目から西伊敷七丁目まであり、西伊敷一丁目から西伊敷七丁目までの全域で住居表示を実施している。
鹿児島開発事業団によって伊敷団地（いしきだんち）として開発された住宅団地の区域からなる。

## 地理
鹿児島市の北部、甲突川中流域に位置しており、甲突川支流の花野川、長井田川に挟まれた丘陵地帯にある。全域が「伊敷団地」として台地上に宅地造成された新興住宅地であり、市営住宅や国家公務員共同宿舎も所在している。
町域の北方には岡之原町、花野光ヶ丘、川上町、南方には伊敷町、東方には下田町、西方には伊敷、千年がそれぞれ隣接している。ほぼ中央部に伊敷中央公園が所在し、その付近に鹿児島市立西伊敷小学校がある。北部には市営住宅や国家公務員共同宿舎などが所在している。
西伊敷の高齢化率は鹿児島市内の平均を上回る37.85%であり、高齢化が深刻となっている。

## 歴史

### 伊敷団地の造成
現在の西伊敷の区域は鹿児島市から委託を受けた鹿児島開発事業団によって「伊敷団地」として建設された住宅団地である。1967年（昭和42年）に事業化し、1968年（昭和43年）4月に着工、1977年（昭和52年）に事業が完了した。造成面積は884,000平方メートル、総事業費は274,917万円であった。
予定面積の3分の1は既に総合商社である丸紅が買収を進めており、残りの部分についても丸紅が用地買収を行い鹿児島開発事業団が買い取る形を取り、一部の区域については鹿児島開発事業団が直接用地買収を実施した。
最初の分譲は1968年（昭和43年）12月より開始され、1971年（昭和46年）にすべての区域の宅地造成が完了した。1974年（昭和49年）には伊敷団地内に鹿児島市立西伊敷小学校が開校した。

### 西伊敷の設置
1977年（昭和52年）7月11日に伊敷団地地区（伊敷団地周辺地区）において住居表示が実施されることとなった。これに伴い、7月6日に鹿児島県公報に掲載された「町の区域の設定」（鹿児島県告示）により町域の再編が実施されることとなり、伊敷団地の区域にあたる伊敷町の一部より「西伊敷一丁目」、「西伊敷二丁目」、「西伊敷三丁目」、伊敷町・岡之原町の各一部より「西伊敷四丁目」、岡之原町の一部より「西伊敷五丁目」、「西伊敷六丁目」、岡之原町・川上町の各一部より「西伊敷七丁目」が設置された。

### 町域の変遷
| 変更後               | 変更年             | 変更前           |
| -------------------- | ------------------ | ---------------- |
| 西伊敷一丁目（新設） | 1977年（昭和52年） | 伊敷町（一部）   |
| 西伊敷二丁目（新設） | 1977年（昭和52年） | 伊敷町（一部）   |
| 西伊敷三丁目（新設） | 1977年（昭和52年） | 伊敷町（一部）   |
| 西伊敷四丁目（新設） | 1977年（昭和52年） | 伊敷町（一部）   |
| 西伊敷四丁目（新設） | 1977年（昭和52年） | 岡之原町（一部） |
| 西伊敷五丁目（新設） | 1977年（昭和52年） | 岡之原町（一部） |
| 西伊敷六丁目（新設） | 1977年（昭和52年） | 岡之原町（一部） |
| 西伊敷七丁目（新設） | 1977年（昭和52年） | 岡之原町（一部） |
| 西伊敷七丁目（新設） | 1977年（昭和52年） | 川上町（一部）   |

## 人口

### 町丁別
|              | 世帯数 | 人口  |
| ------------ | ------ | ----- |
| 西伊敷一丁目 | 415    | 835   |
| 西伊敷二丁目 | 432    | 840   |
| 西伊敷三丁目 | 763    | 1,563 |
| 西伊敷四丁目 | 715    | 1,458 |
| 西伊敷五丁目 | 372    | 746   |
| 西伊敷六丁目 | 571    | 1,165 |
| 西伊敷七丁目 | 709    | 1,435 |

### 国勢調査
以下の表は国勢調査による小地域集計が開始された1995年以降の人口の推移である。
| 年                 | 人口   |
| ------------------ | ------ |
| 1995年（平成7年）  | 10,597 |
| 2000年（平成12年） | 10,019 |
| 2005年（平成17年） | 9,668  |
| 2010年（平成22年） | 8,975  |
| 2015年（平成27年） | 8,120  |

## 施設

### 公共
- 伊敷団地中央公園
- 西伊敷福祉館[25]
- 鹿児島市役所建設局道路部道路維持課伊敷工事事務所[26]

### 教育
- 鹿児島市立西伊敷小学校[27]
- こまどり保育園

### 郵便局
- 鹿児島西伊敷三郵便局（西伊敷三丁目）[28]
- 岡之原簡易郵便局（西伊敷六丁目）[29]

## 小・中学校の学区
市立小・中学校に通う場合、学区（校区）は以下の通りとなる。
| 町丁         | 番・番地 | 小学校                 | 中学校               |
| ------------ | -------- | ---------------------- | -------------------- |
| 西伊敷一丁目 | 全域     | 鹿児島市立西伊敷小学校 | 鹿児島市立緑丘中学校 |
| 西伊敷二丁目 | 全域     | 鹿児島市立西伊敷小学校 | 鹿児島市立緑丘中学校 |
| 西伊敷三丁目 | 全域     | 鹿児島市立西伊敷小学校 | 鹿児島市立緑丘中学校 |
| 西伊敷四丁目 | 全域     | 鹿児島市立西伊敷小学校 | 鹿児島市立緑丘中学校 |
| 西伊敷五丁目 | 全域     | 鹿児島市立西伊敷小学校 | 鹿児島市立緑丘中学校 |
| 西伊敷六丁目 | 全域     | 鹿児島市立西伊敷小学校 | 鹿児島市立緑丘中学校 |
| 西伊敷七丁目 | 全域     | 鹿児島市立西伊敷小学校 | 鹿児島市立緑丘中学校 |

### 註
1. ↑  西伊敷一丁目から西伊敷四丁目までの郵便番号は890-0002
2. ↑  西伊敷五丁目から西伊敷七丁目までの郵便番号は891-1202